# Gerolf Annemans
Gerolf Emma Jozef Annemans, né le 8 novembre 1958 à Anvers (Belgique), est un homme politique belge néerlandophone. Il est élu du parti nationaliste d'extrême droite Vlaams Belang, dont il est le président du 16 décembre 2012 au 19 octobre 2014.

## Biographie
Pendant ses études à l'université d'Anvers, il est le rédacteur en chef de plusieurs bulletins d’informations dont 't Pallieterke. En 1985, il rejoint le Vlaams Blok (ancien nom du Vlaams Belang). Il siége pendant la 47e législature de la Chambre des représentants. En 1987, il devient le chef de groupe de la fraction du Vlaams Blok au Parlement. Le 25 mai 2014, il est élu député européen. Il est élu président du Mouvement pour l'Europe des nations et des libertés le 16 décembre 2017 succédant à Jean-François Jalkh.

## Publications
- Onafhankelijkheid moet en kan
- Dossier Gastarbeid
- Dit leven is in gevaar
- Het Vlaams Blok: de gezinspartij
- Project Vlaamse Staat; NVI, 1993 - samen met Luk Van Nieuwenhuysen en Karim Van Overmeire
- De Ordelijke Opdeling van België - Zuurstof voor Vlaanderen; Egmont, 2010-2012
- Diverse verkiezingsprogramma's van het Vlaams Blok
- Dutroux, te veel om te geloven; Egmont, 2004
- Operatie Vlaamse Onafhankelijkheid; Egmont, 2008
- 1914-2014: van loopgraven tot republiek; Egmont, 2014
- Het dwaze taboe. Een meta-analyse van internationale en nationale studies omtrent criminaliteit en etniciteit; Egmont, 2005 - samen met Marjan Bodein